# Anna Giacometti

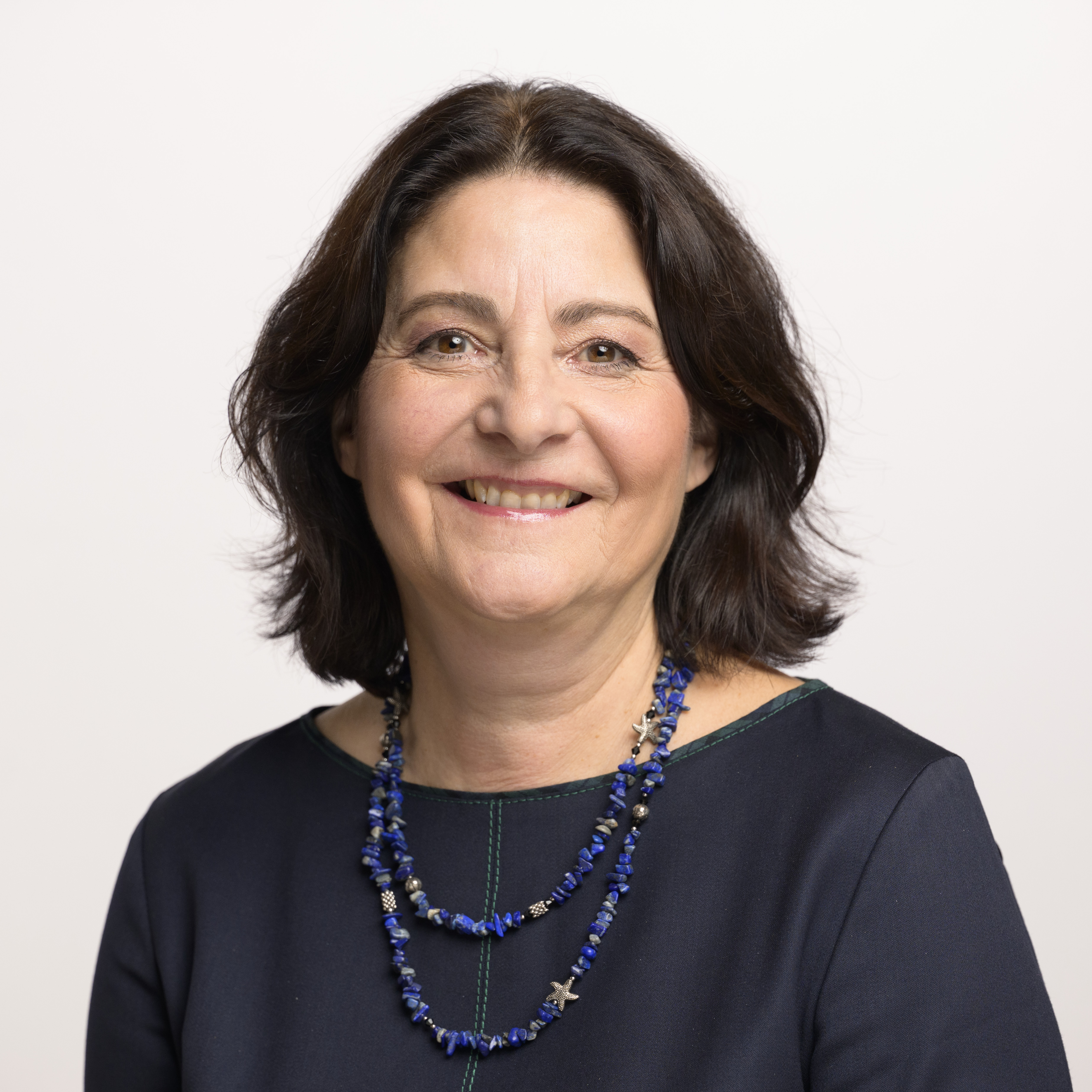
Anna Giacometti (2023)

Anna Giacometti (* 8. September 1961 in Samedan; heimatberechtigt in Bregaglia) ist eine Schweizer Politikerin (FDP). Sie wurde am 20. Oktober 2019 in den Nationalrat gewählt.

## Leben
Anna Giacometti wuchs im Bergell auf. Mit 16 Jahren besuchte sie die Handelsschule am Lyceum Alpinum in Zuoz. Anschliessend verbrachte sie ein Jahr in England, danach arbeitete sie in Chur. In Bern machte sie eine Ausbildung beim Eidgenössischen Departement für auswärtige Angelegenheiten und arbeitete anschliessend beim konsularischen Dienst auf der Schweizer Botschaft in Lissabon und im Generalkonsulat in Mailand. Im Jahr 1987 kehrte die Bergellerin in ihre Heimat zurück und führte 12 Jahre lang einen kleinen Landwirtschaftsbetrieb. Ausserdem war sie Präsidentin der Vormundschaftsbehörde Oberengadin/Bergell und leitete als Präsidentin des Regionalverbands das Fusionsprojekt Bregaglia. Sie ist Mitglied der Verwaltungskommission der Gebäudeversicherung Graubünden, Vorstandsmitglied der Schweizer Patenschaft für Berggemeinden und Mitglied im Stiftungsrat der ÖKK.

## Politische Tätigkeit
Im Jahr 2010 übernahm Anna Giacometti das Gemeindepräsidium von Bregaglia. Nationale Bekanntheit erlangte sie nach dem Bergsturz von Bondo vom 23. August 2017, als sich von der Nordflanke des Piz Cengalo drei Millionen Kubikmeter Stein lösten. Darauf wurde Bondo evakuiert. Anna Giacometti war als Gemeindepräsidentin für die Ereignisbewältigung zuständig. Ende September 2019 wurde sie im zweiten Wahlgang für eine weitere Amtsperiode als Gemeindepräsidentin gewählt. Ende Oktober 2019 folgte die überraschende Wahl in den Nationalrat. Auf den 30. Juni 2020 trat sie als Gemeindepräsidentin zurück. Bei den Bundesratswahlen 2023 erhielt sie 15 Stimmen.